# Свети Спас (София)
Вижте пояснителната страница за други значения на Свети Спас.
„Свети Спас“ или „Възнесение Господне“ е православен български средновековен храм, чиито останки днес са в центъра на българската столица София, до пл. „Св. Неделя“ в сутерена на „Булбанк“. През Възраждането и след Освобождението е разширен и заедно със Света Неделя са били най-големите църкви в града. Унищожен от англо-американските бомбардировки на София през 1944 г.
Храмът е строен през периода 11 – 13 век. В началото на османското нашествие църквата вероятно е претърпяла сериозни щети и затова по-късно е ремонтирана и вкопана в терена на дълбочина 2 м. През 1564 г. Матей Граматик описва подробно църквата „Възнесение Господне“ („Свети Спас“) като очевидец на мъченическата гибел на Свети Николай Нови Софийски, тъй като тя е свързана с мъченика. През 1578 г. Стефан Герлах също отбелязва храма в пътеписа си.
Храмът е бил с размери 13 х 8 м, еднокорабен, с малка крипта, засводен, с анти, преустроени по-късно в малък притвор, с ниши за протезис и дяконикон, с олтарна преграда (канцел), с петстенна отвън и седемстенна отвътре апсида, с две колони, фланкиращи в интериора на апсидата, сключени в „триумфална“ арка. По-късно те са изсечени и тук е поставен иконостас. Стените на наоса са разчленени с по 3 платки аркирани ниши. Основите са от големи обли камъни, споени с глина. Градежът нагоре е типично късносредновековен и представлява клетъчна зидария на хоросан от камък ограден с тухли. Стенописите са няколко слоя от 15 до 19 век. Най-ранните от тях са изключително ценна майсторска живопис със строги и одухотворени образи, запазени са значителни части и от изписването на храма в 16 век. Около църквата е открита богата археология – крепостната стена на Сердика с кръгла кула със стълба от 3 век, две инсули от същото време, достроявани през 5 век, антични улици с канализация и средновековен некропол.
Храмът пази паметта на борбите на българите срещу турския поробител – той е свързан с последните земни часове на св. Никола Нови Софийски, а по-късно съратникът и ятак на Васил Левски Киро Геошев от село Ярджиловци, наричан Киро Кафеджи, тъй като държал дюкян в София, е обесен при порутения стар олтар на църквата на 15 ноември 1877 г. заедно с други 3 книжари от София – Никола Чолака, обесен на Куручешме, хаджи Стоян Книжар – на Капана и Георги Стоичков – в Драз махала. Френският кореспондент Дик де Лонли (Дик де Лонле) пише за екзекутирания сред руините на старата църква книжар, че „едно момче от осъдените пеело славянска патриотична песен пред бесилката“. Киро Геошев е погребан над стария олтар на храма. След обесването там 3 вечери поред се запалвала свещ и никой не смеел да се доближи.
След Освобождението старият храм е вграден в построената в 1881 г. нова голяма 3-корабна църква „Св. Спас“ с архитект Георги Джонгов. Иконостасът ѝ е дело на дебърски майстори от рода Филипови, начело с Филип Иванов Филипов от Осой, стенописите са от художниците Харалампи Тачев и дебърчанина Апостол Христов, а олтарът от Д. и Р. Мандеви. За колоните във вътрешността са специално отсечени цели стари дъбове от гората на Урвишкия манастир. Архитектурната ѝ форма е типична за ХІХ век – базилика със седловиден покрив с 3 купола на високи тамбури. В двора са били погребани първият български генерал Сава Муткуров, Авксентий Пелагонийски, Теодосий Скопски, родителите на Иван Денкоглу и др.
На 30 март 1944 година храмът е бомбардиран и полуразрушен при англо-американска бомбардировка над София. В оцелялата старинна половина продължава да се извършва богослужение до началото на строежа на бившата Външнотърговска банка (днес Булбанк), в началото на 1980-те години, когато е унищожена и оцелялата част.
Bграденият средновековен храм е съхранен в сутерена на банката. Проектантът арх. Владимир Роменски му осигурява експониране и самостоятелен вход откъм улицата (днес бул. „Тодор Александров“), но днес достъпът до храма – паметник на културата и историята, е затворен.